# 1999년 튀링겐 주의회 선거
1999년 튀링겐 주의회 선거는 전체 88석의 튀링겐 주의회 의원들을 선출하기 위해 1999년 9월 12일에 실시되었다.